# Panzertal
Das Naturschutzgebiet Panzertal liegt auf dem Gebiet der kreisfreien Stadt Remscheid in Nordrhein-Westfalen. Das Gebiet erstreckt sich östlich der Kernstadt von Remscheid und südlich von Lennep. Westlich des Gebietes, das die Panzertalsperre umfasst, verläuft die B 51, nordwestlich die B 229 und südlich die Landesstraße L 412. Östlich erstreckt sich das etwa 104,8 ha große Naturschutzgebiet Feldbachtal.

## Bedeutung
Das etwa 27,0 ha große Gebiet wurde im Jahr 1996 unter der Schlüsselnummer RS-008 unter Naturschutz gestellt. Schutzziele sind
- der Erhalt und die Optimierung von stehenden Gewässern und deren Uferbereiche als wichtige Lebensstätten gefährdeter Wasser- und Uferpflanzen und als wichtige Refugialräume u. a. für Fledermäuse und Wasservögel. Das Schutzziel umfasst gleichermaßen die randlich angelagerten kleinen Röhrichte und Verlandungssümpfe,
- für die degradierten Stauteiche die Wiederherstellung wasserpflanzenreicher Feuchtbiotope ohne Fremdfischbesatz als Entwicklungsziel,
- der Erhalt und die Renaturierung der speisenden Quellen und Bachoberläufe,
- der Erhalt der Vegetation der Feuchtwiesen, Borstgrasrasen und Heiden durch Pflegemaßnahmen, insbesondere als Standort des Lungenenzians, der hier sein einziges rezentes Vorkommen im Süderbergland nördlich der Sieg besitzt, und
- für die Wälder der Erhalt und die weitere Entwicklung von bachbegleitenden Erlen- und Eschenwäldern sowie von Eichen- und Buchenwäldern.[3]

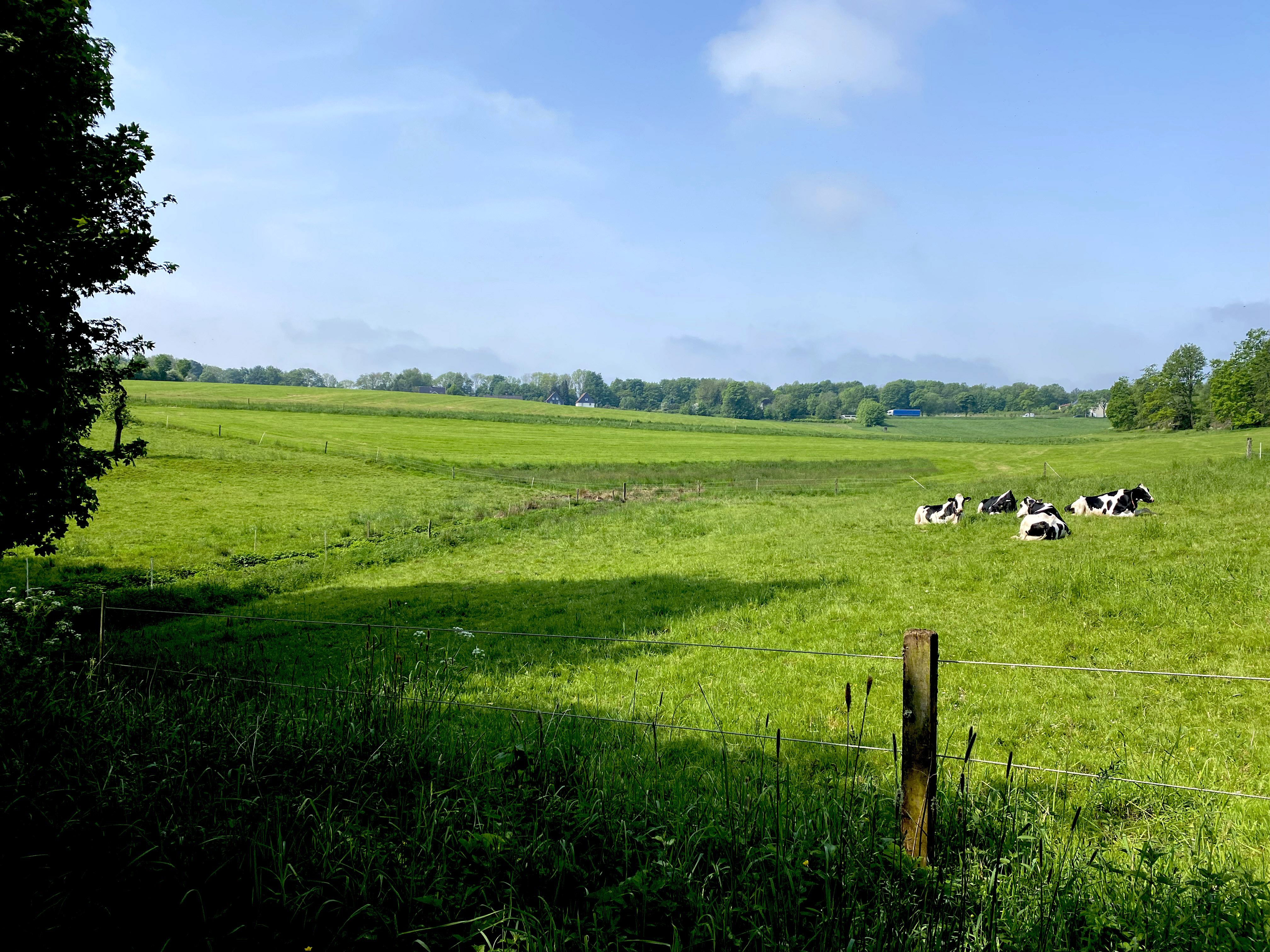
Quellgebiet Panzerbach
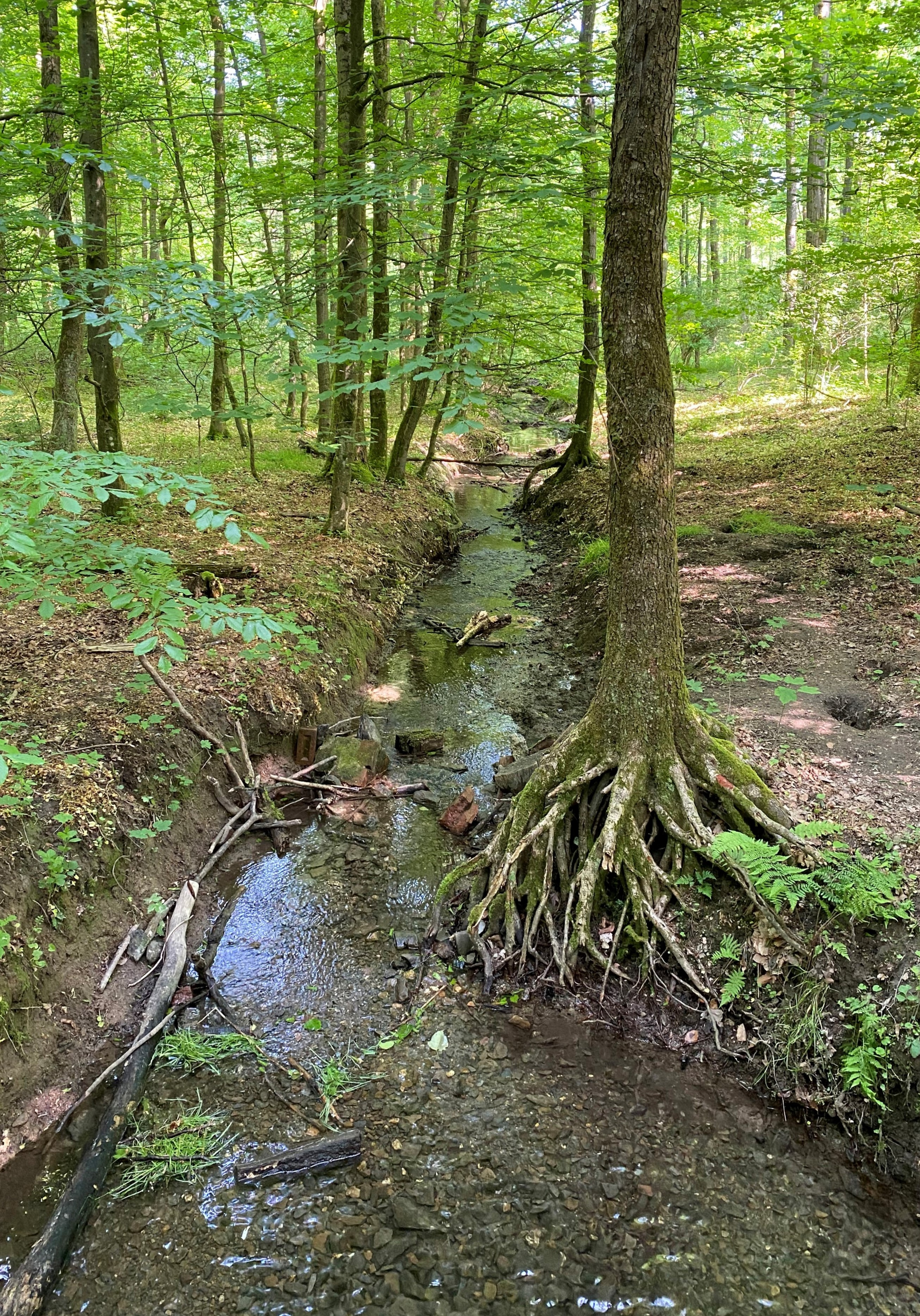
Leverkusener Siepen
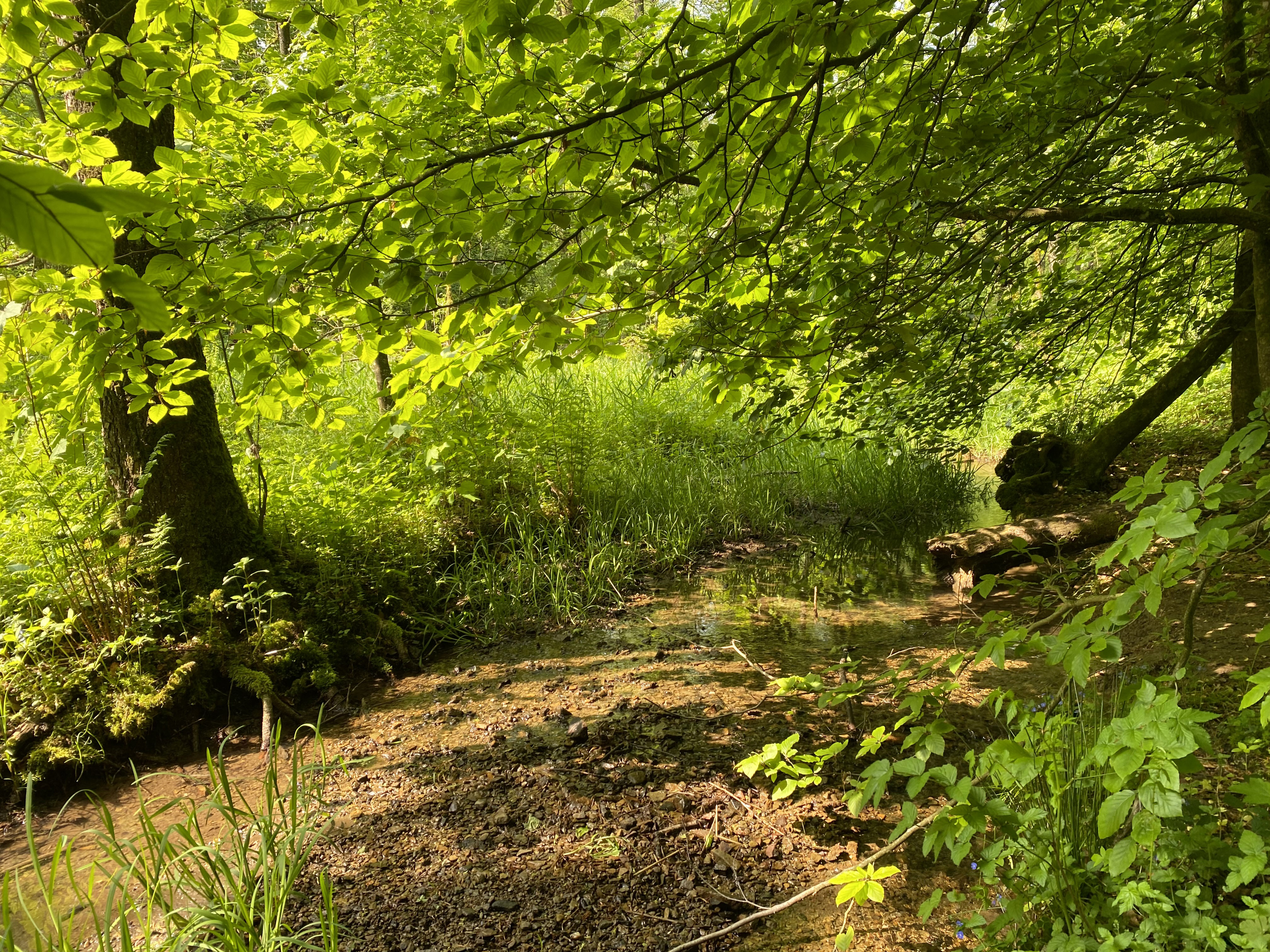
Panzerbach oberhalb Panzertalsperre
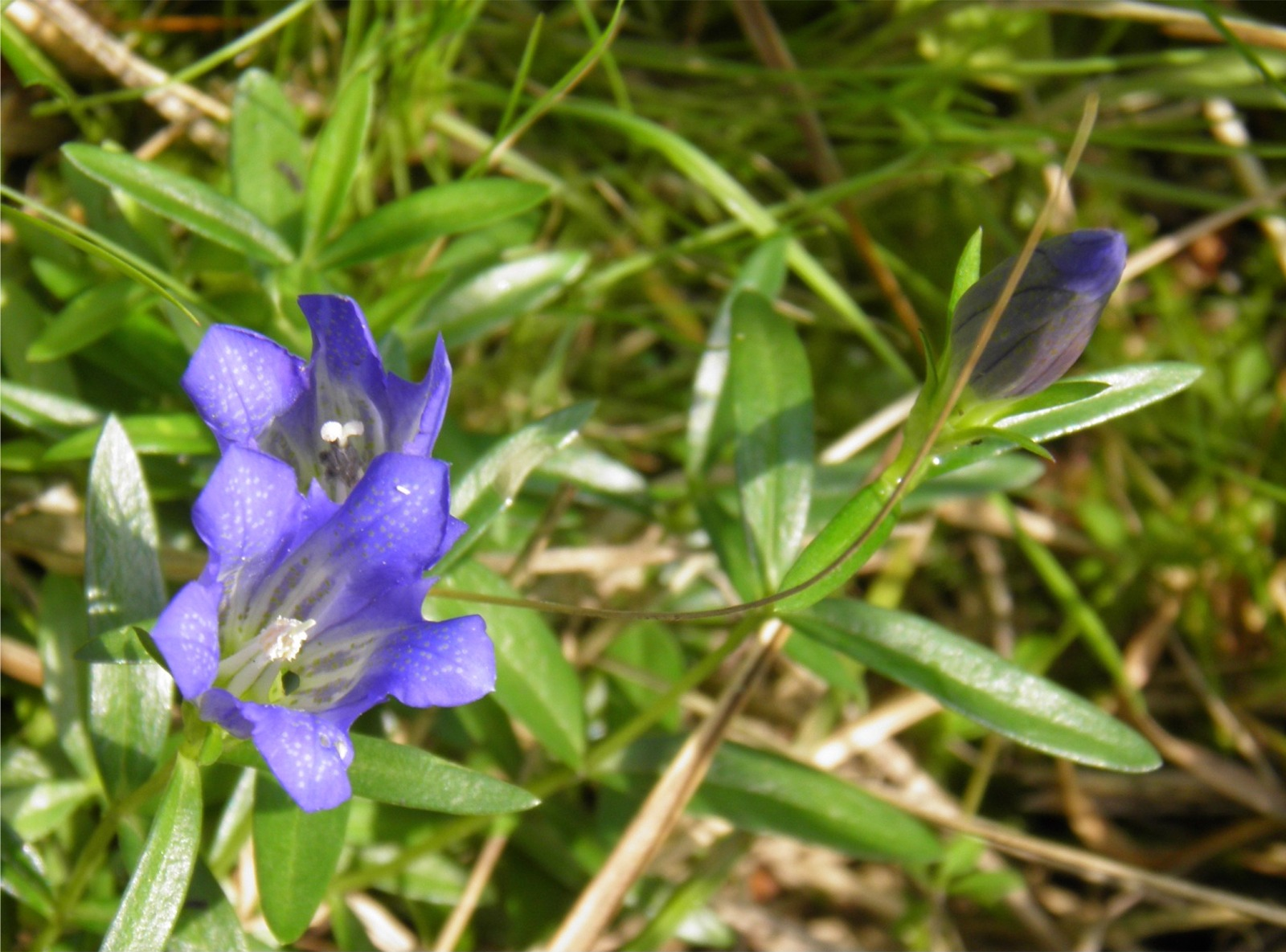
Lungenenzian (Gentiana pneumonanthe) an der Panzertalsperre
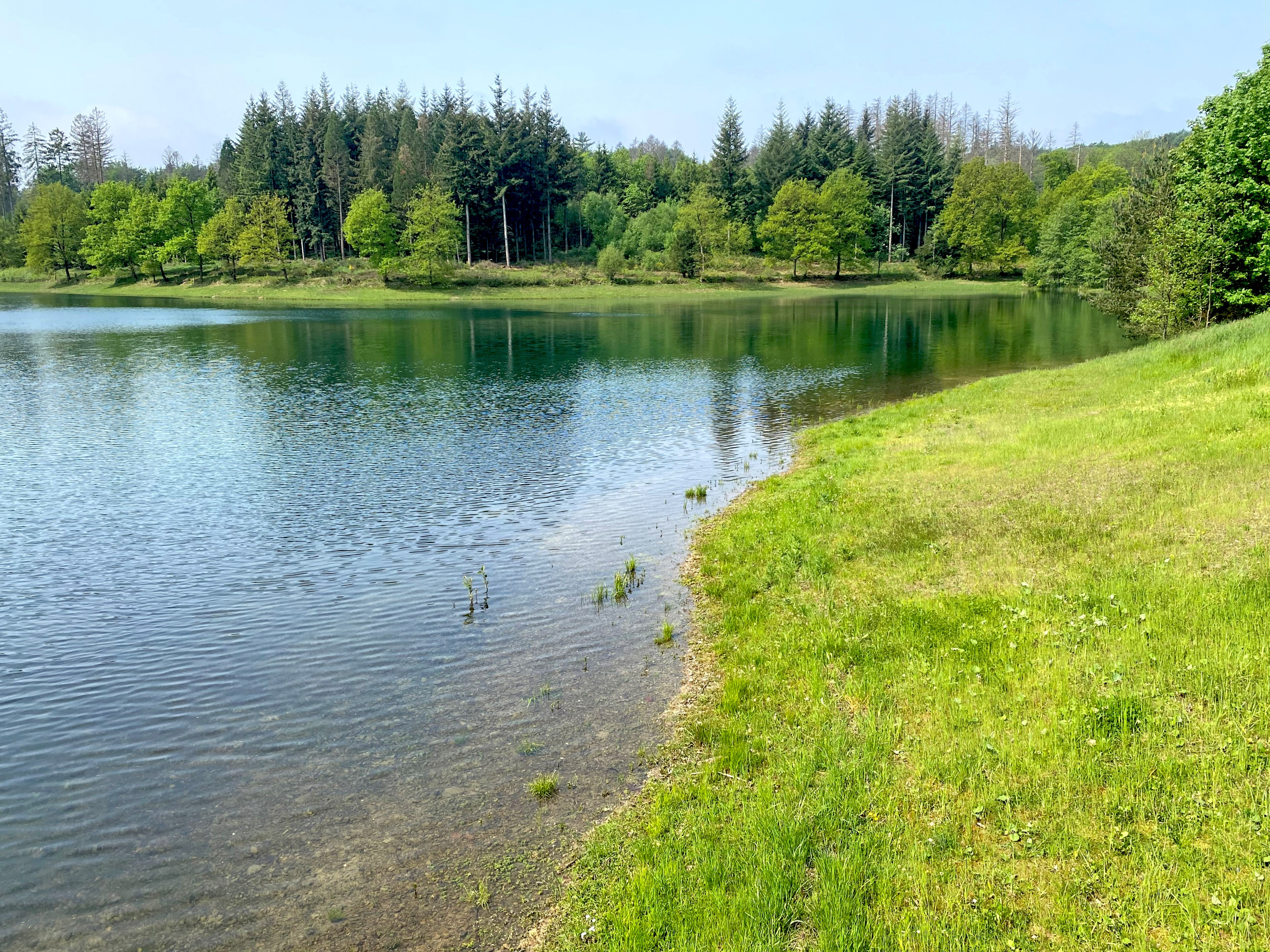
Panzertalsperre
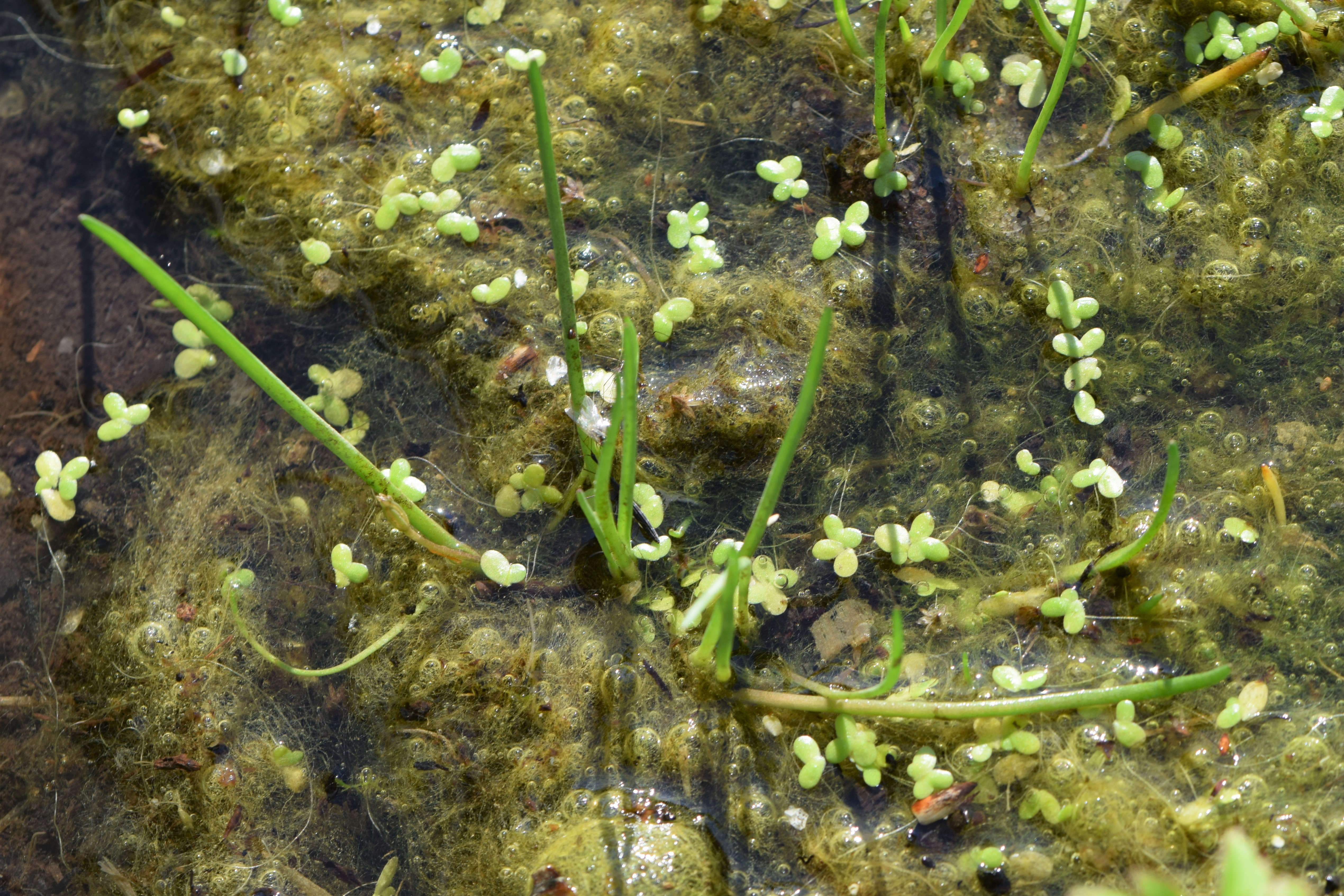
An der Panzertalsperre verbreitet: Strandling (Littorella uniflora)
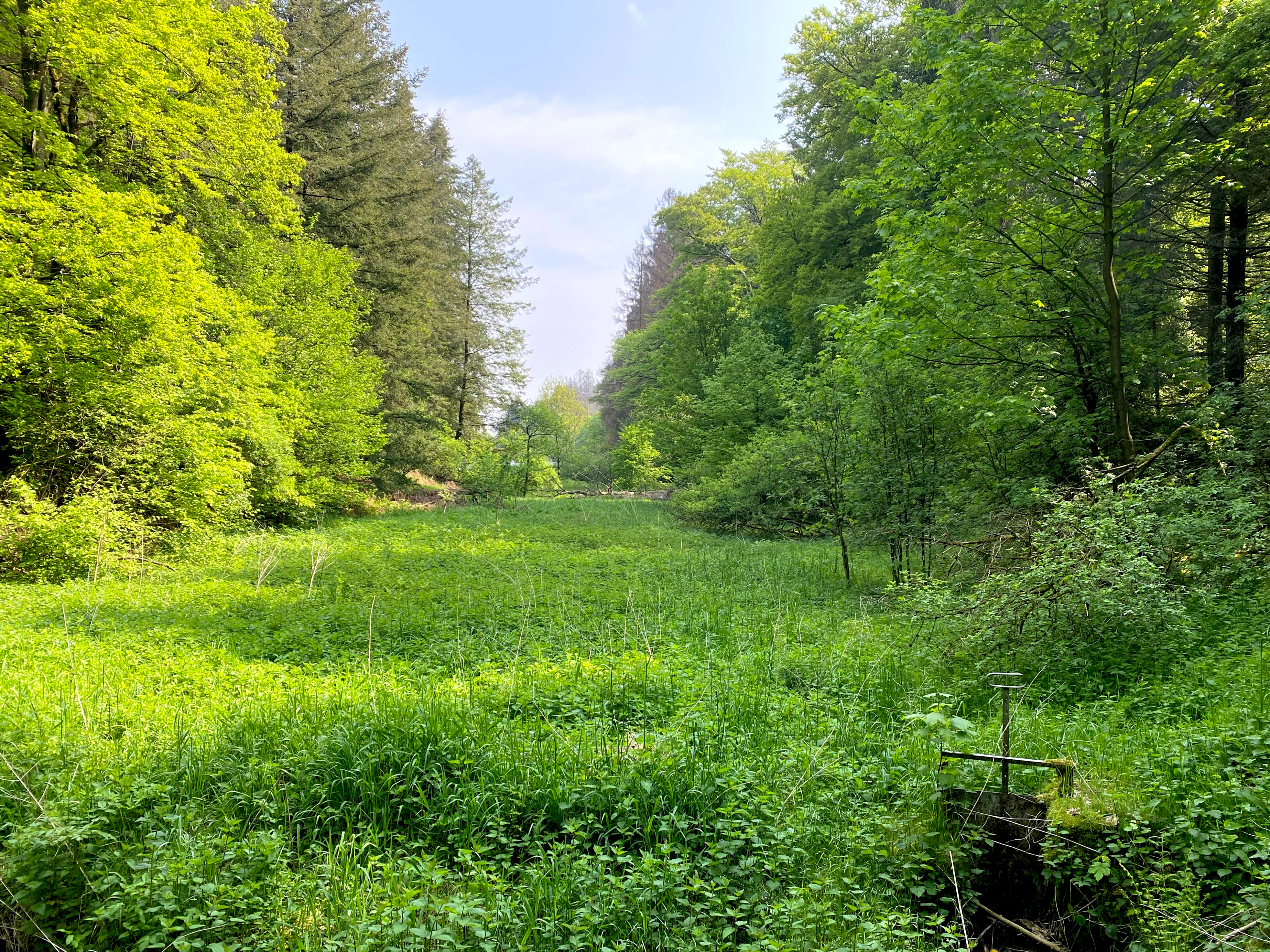
Einlaufbereich in die Panzertal-Vorsperre
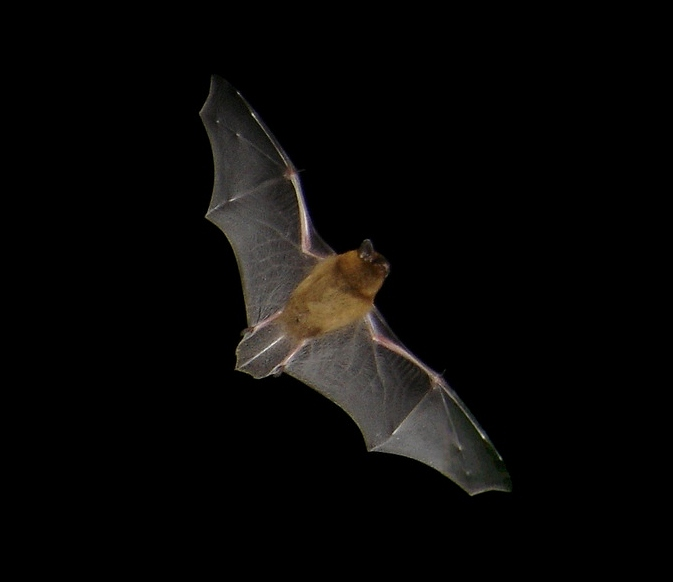
Zwergfledermaus (Pipistrellus pipistrellus)
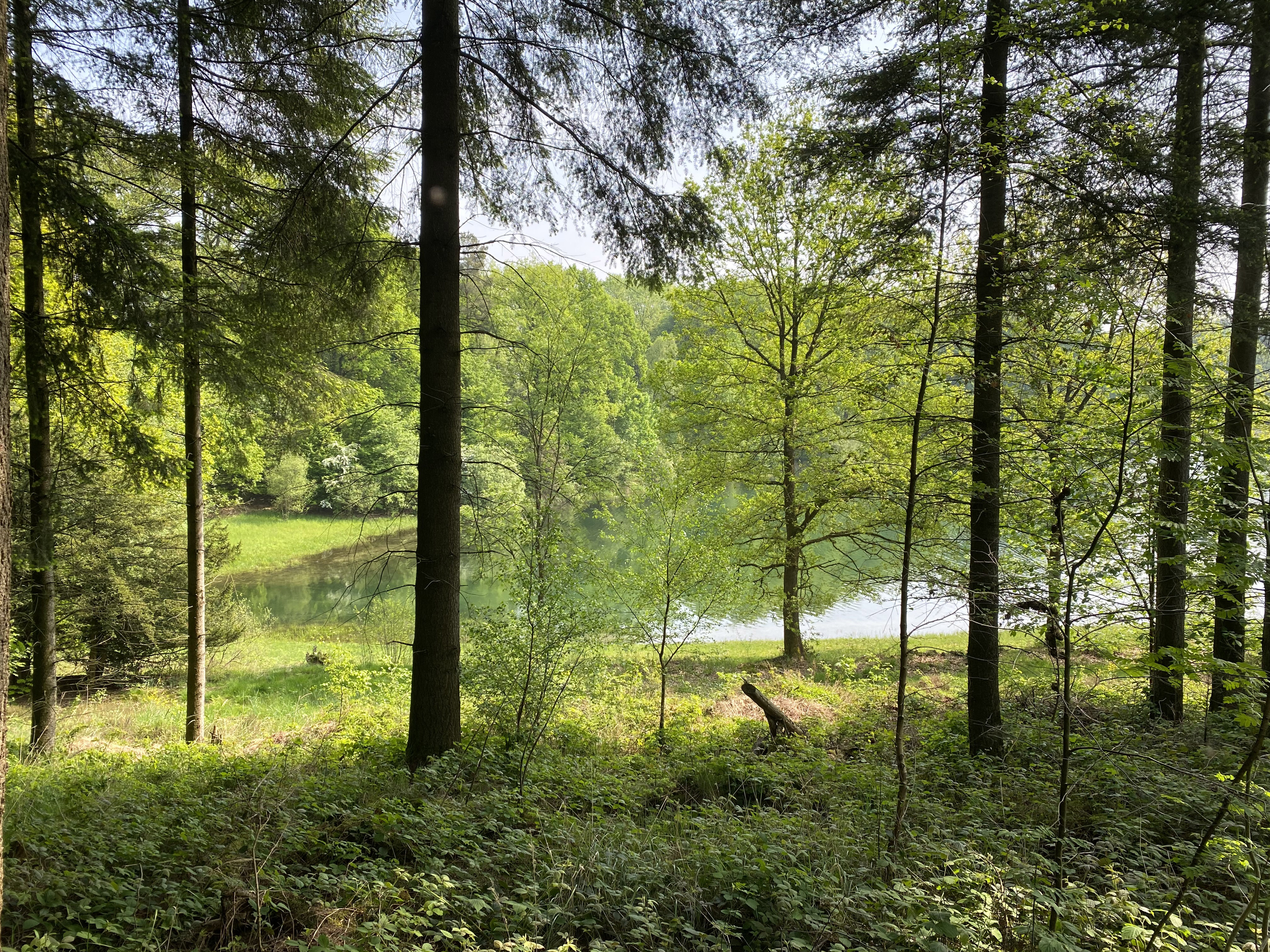
Panzertalsperre
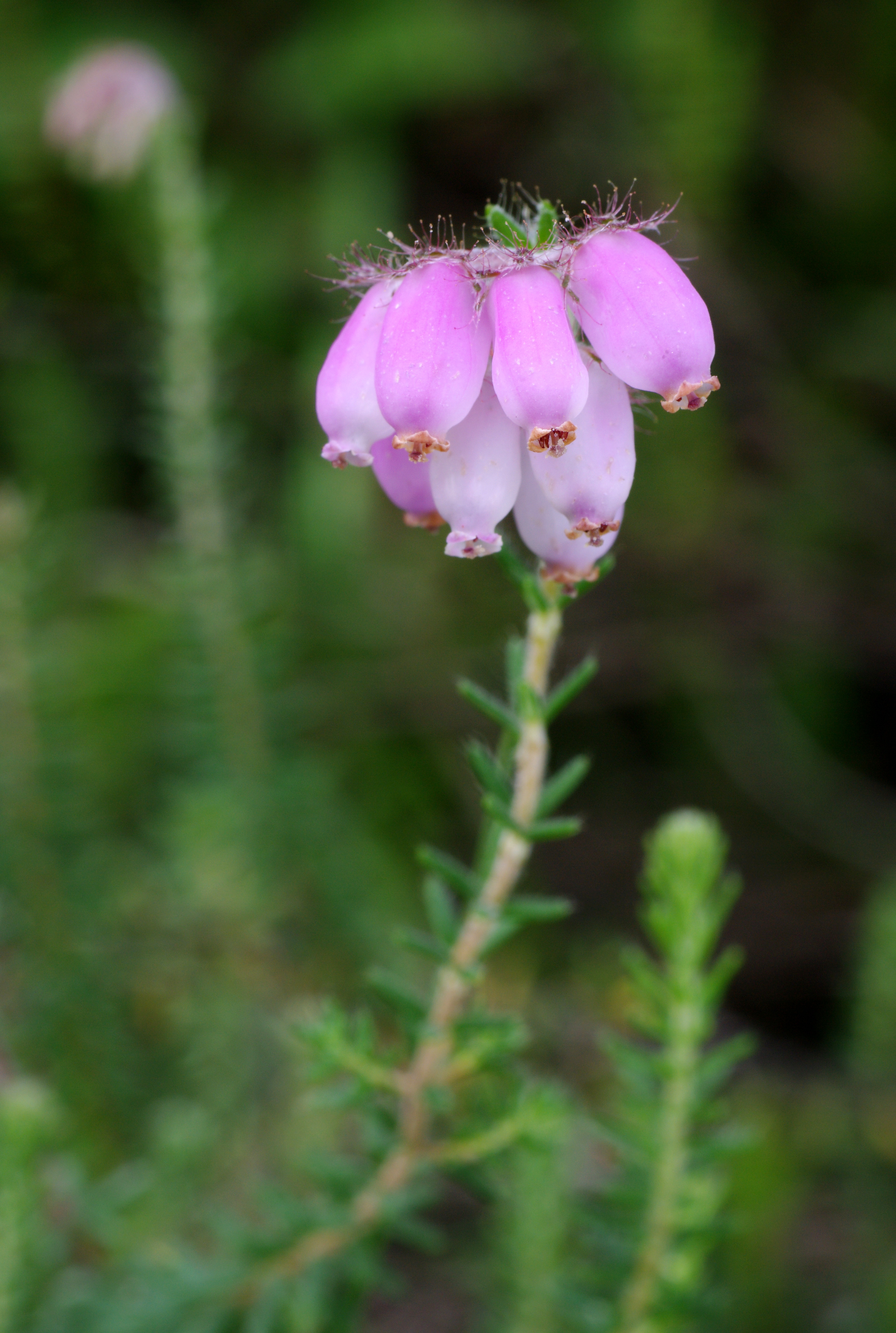
Glockenheide (Erica tetralix)
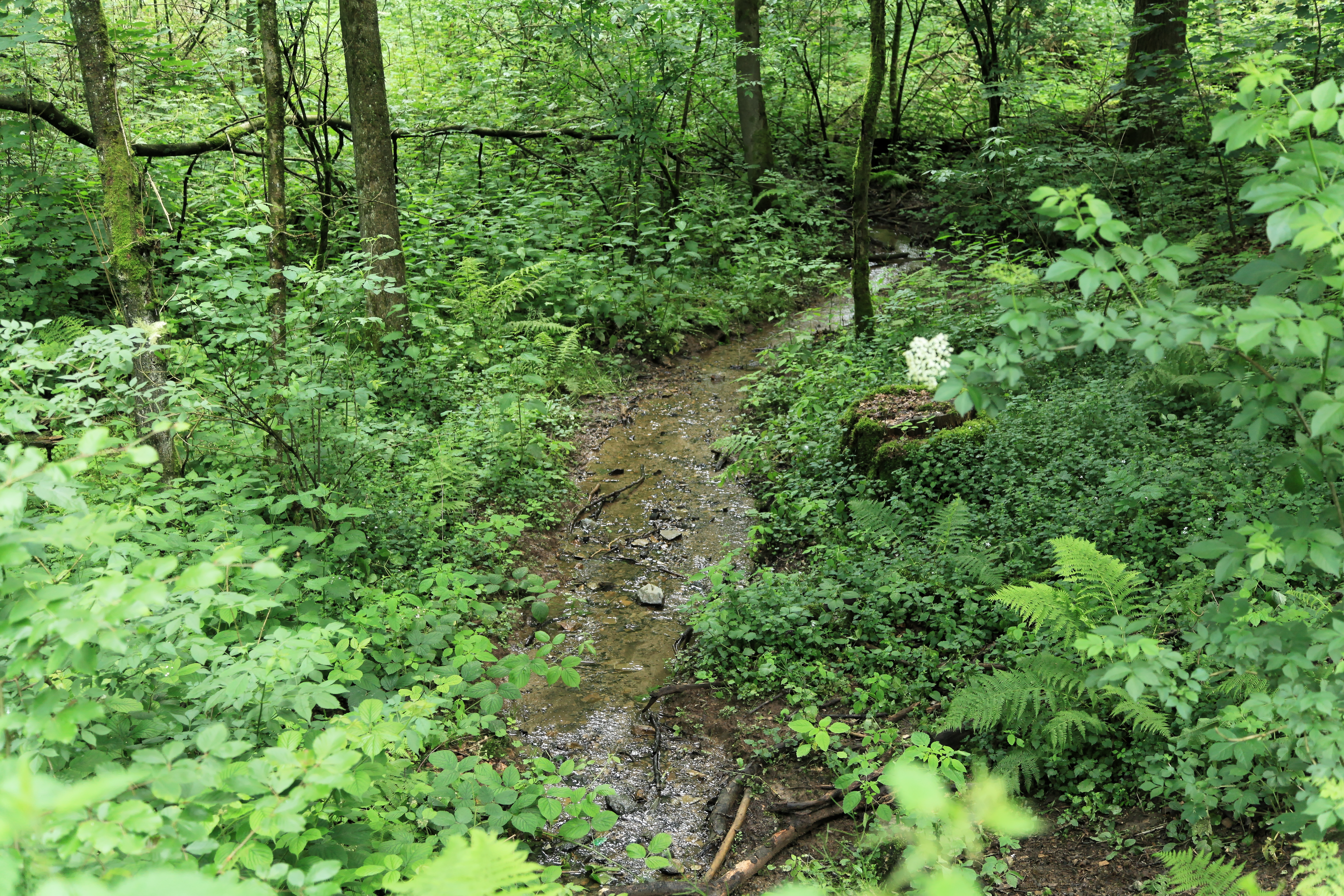
Hasenberger Siepen
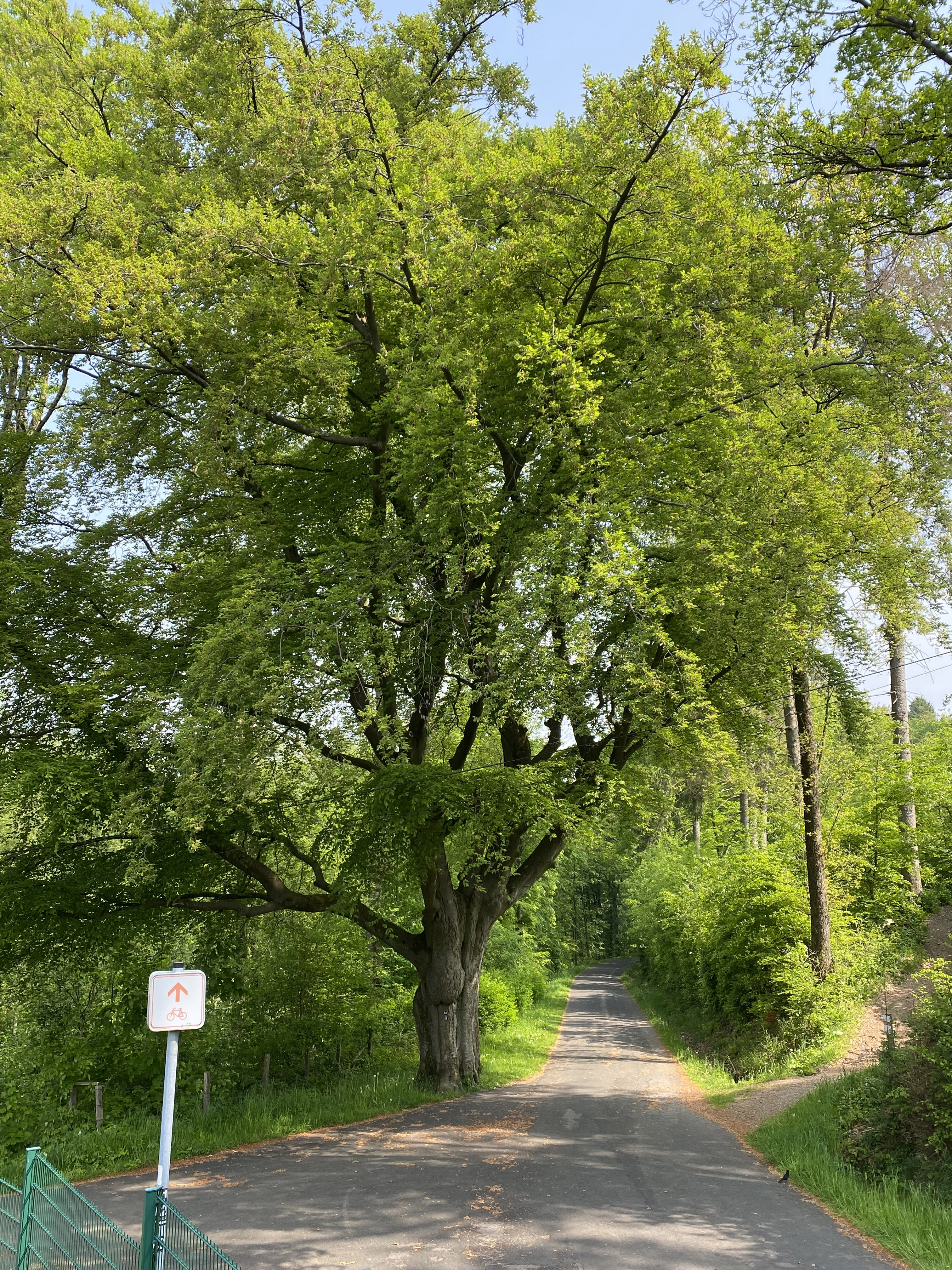
Mächtige Buche (410 cm Umfang) an der Ostseite der Sperrmauer